# Stephen Jay Gould
Stephen Jay Gould ([ɡuːld] GOOLD; 10 de setembro de 1941 – 20 de maio de 2002) foi um estadunidense paleontólogo, biólogo evolucionista e historiador da ciência, e um dos autores mais influentes e amplamente lidos divulgadores científicos da sua geração. Gould passou a maior parte de sua carreira lecionando na Universidade Harvard e trabalhando no American Museum of Natural History em Nova Iorque. Em 1996, Gould foi contratado como Vincent Astor Visiting Research Professor of Biology na Universidade de Nova Iorque, após o que ele dividiu seu tempo de ensino entre lá e Harvard.
A contribuição mais significativa de Gould para a biologia evolutiva foi a teoria do equilíbrio pontuado desenvolvida com Niles Eldredge em 1972. A teoria propõe que a maior parte da evolução é caracterizada por longos períodos de estabilidade evolutiva, pontuados esporadicamente por períodos rápidos de especiação ramificada. A teoria foi contrastada com o gradualismo filético, a ideia popular de que a mudança evolutiva é marcada por um padrão de transformação suave e contínua no registro fóssil.
A maior parte da pesquisa empírica de Gould baseou-se nos gêneros de caracol terrestre Poecilozonites e Cerion. Ele também fez contribuições importantes para a biologia evolutiva do desenvolvimento, recebendo amplo reconhecimento profissional por seu livro Ontogeny and Phylogeny. Na teoria evolutiva, ele se opôs ao estrito selecionismo, à sociobiologia aplicada a humanos e à psicologia evolucionista. Ele fez campanha contra o criacionismo e propôs que ciência e religião deveriam ser consideradas dois campos distintos (ou "magistérios não-sobrepostos"), cujas autoridades não se sobrepõem.
Gould era conhecido pelo grande público principalmente por seus 300 ensaios populares na revista Natural History, e por seus numerosos livros escritos tanto para especialistas quanto para não especialistas. Em abril de 2000, a Biblioteca do Congresso dos EUA o nomeou como "Lenda Viva".

## Biografia

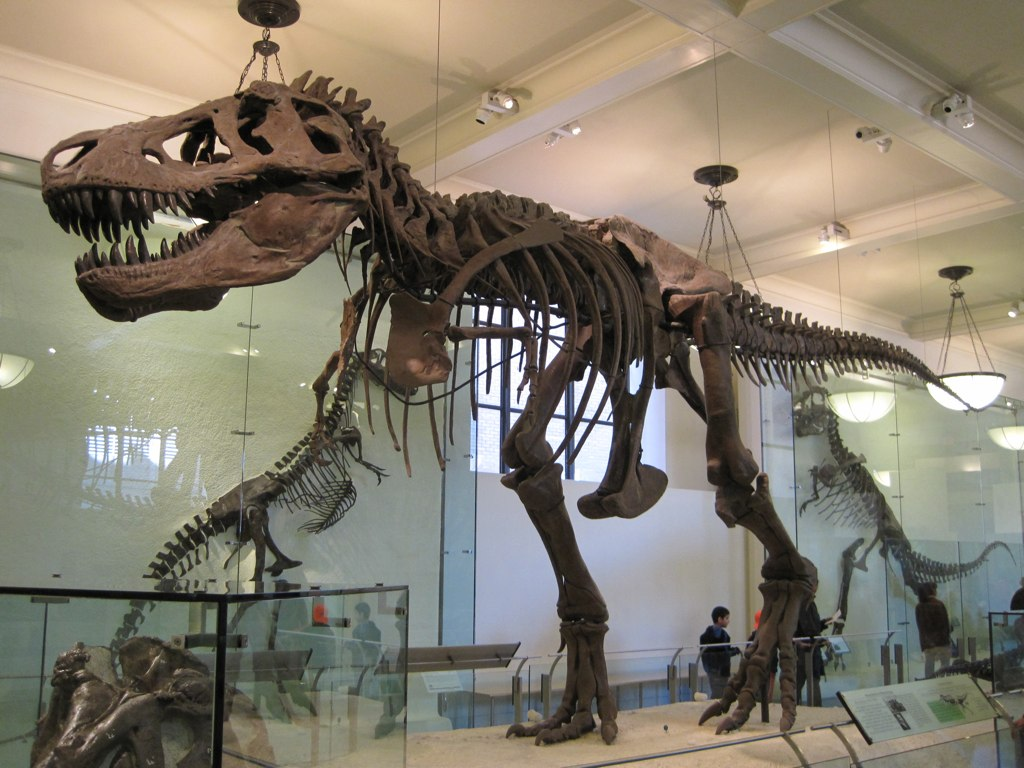
A inspiração de Gould para se tornar paleontólogo: espécime de T. rex AMNH 5027, American Museum of Natural History, Cidade de Nova Iorque

Stephen Jay Gould nasceu em Queens, Nova Iorque, em 10 de setembro de 1941. Seu pai, Leonard, era taquígrafo judicial e veterano da Segunda Guerra Mundial pela Marinha dos Estados Unidos. Sua mãe, Eleanor, era artista, filha de imigrantes judeus que viviam e trabalhavam no Garment District da cidade. Gould e seu irmão mais novo, Peter, foram criados em Bayside, um bairro de classe média na região nordeste de Queens. Ele frequentou a P.S. 26 e se formou na Jamaica High School.
Quando Gould tinha cinco anos de idade, seu pai o levou ao Salão dos Dinossauros no American Museum of Natural History, onde ele se deparou pela primeira vez com Tyrannosaurus rex. “Eu não fazia ideia de que existiam tais coisas — fiquei impressionado”, lembrou Gould certa vez. Foi nesse momento que ele decidiu se tornar paleontólogo.
Criado em um lar judaico secular, Gould não praticava formalmente religião e preferia ser chamado de agnóstico. Quando questionado diretamente se era agnóstico na revista Skeptic, ele respondeu:

If you absolutely forced me to bet on the existence of a conventional anthropomorphic deity, of course I'd bet no. But, basically, Huxley was right when he said that agnosticism is the only honorable position because we really cannot know. And that's right. I'd be real surprised if there turned out to be a conventional God.
Embora tenha “sido criado por um pai marxista”, ele afirmou que a política de seu pai era “muito diferente” da sua. Descrevendo suas próprias visões políticas, disse que elas “tendem à esquerda de centro”. Segundo Gould, os livros políticos mais influentes que ele leu foram The Power Elite de C. Wright Mills e os textos políticos de Noam Chomsky.
Enquanto frequentava o Antioch College em Yellow Springs, Ohio, no início da década de 1960, Gould atuou no movimento dos direitos civis e muitas vezes fez campanha em prol da justiça social. Quando estudou na Universidade de Leeds como aluno visitante de graduação, organizou manifestações semanais em frente a uma casa de dança em Bradford que se recusava a admitir pessoas negras. Gould manteve esses protestos até que a política fosse revogada. Ao longo de sua carreira e escritos, ele se manifestou contra toda forma de opressão cultural, especialmente o que considerava pseudociência usada a serviço do racismo e da discriminação sexual.
Nos ensaios científicos que escrevia para a revista Natural History, Gould frequentemente se referia a seus interesses e passatempos não científicos. Quando menino, ele colecionava cartões de beisebol e manteve-se um ávido torcedor do New York Yankees ao longo de sua vida. Já adulto, era fã de filmes de ficção científica, mas muitas vezes lamentava o fraco enredo e o modo como a ciência era apresentada nesses filmes. Outros interesses incluíam cantar barítono no Boston Cecilia; ele também era um grande aficionado das óperas de Gilbert e Sullivan. Ele colecionava livros antigos raros, possuía um grande entusiasmo por arquitetura e adorava caminhar nas cidades. Ele frequentemente viajava para a Europa e falava francês, alemão, russo e italiano. Às vezes, fazia menções bem-humoradas à sua tendência de ganhar peso.

### Casamento e família
Gould casou-se com a artista Deborah Lee em 3 de outubro de 1965. Gould conheceu Lee enquanto ambos eram estudantes no Antioch College. Eles tiveram dois filhos, Jesse e Ethan, e foram casados por 30 anos. Seu segundo casamento, em 1995, foi com a artista e escultora Rhonda Roland Shearer.

### Primeira luta contra o câncer
Em julho de 1982, Gould foi diagnosticado com mesotelioma peritoneal, um tipo letal de câncer que afeta o revestimento abdominal (o peritônio). Esse câncer é frequentemente encontrado em pessoas que ingeriram ou inalaram fibras de amianto, um mineral que era utilizado na construção do Museu de Zoologia Comparada de Harvard. Depois de uma recuperação difícil de dois anos, Gould publicou em 1985 uma coluna para a revista Discover, intitulada “The Median Isn't the Message”, discutindo sua reação ao ler que “o mesotelioma é incurável, com mortalidade mediana de apenas oito meses após a descoberta”. Em seu ensaio, ele descreve o real significado desse fato e o alívio ao perceber que médias estatísticas são abstrações úteis, mas, sozinhas, não englobam “o nosso mundo real de variação, matizes e contínuos”.
Gould também foi um defensor do uso medicinal da maconha. Durante seus tratamentos contra o câncer, fumou maconha para ajudar a aliviar os longos períodos de náusea intensa e incontrolável. De acordo com Gould, a droga teve um “efeito muito importante” em sua recuperação final. Posteriormente, ele questionou como “qualquer pessoa humana poderia negar tal substância benéfica a indivíduos em grande necessidade simplesmente porque outros a utilizam para propósitos diferentes”. Em 5 de agosto de 1998, o depoimento de Gould ajudou a obter êxito no processo movido pelo ativista portador de HIV Jim Wakeford contra o Governo do Canadá para ter o direito de cultivar, possuir e usar maconha para fins medicinais.

### Doença final e morte
Em fevereiro de 2002, uma lesão de aproximadamente 3 centimetres (1,2 in) foi encontrada na radiografia de tórax de Gould, e oncologistas diagnosticaram-no com câncer em estágio IV. Gould faleceu dez semanas depois, em 20 de maio de 2002, devido a um adenocarcinoma metastático de pulmão (uma forma agressiva de câncer que já havia se espalhado para o cérebro, fígado e baço). Esse câncer não estava relacionado ao enfrentado em 1982, embora também esteja associado à exposição ao amianto. Ele morreu em sua casa, “em uma cama montada na biblioteca de seu loft em SoHo, cercado por sua esposa, Rhonda, por sua mãe, Eleanor, e pelos muitos livros que amava”.

## Carreira científica
Gould iniciou seus estudos superiores no Antioch College, graduando-se com dupla habilitação em geologia e filosofia em 1963. Nesse período, ele também estudou na Universidade de Leeds no Reino Unido. Depois de concluir sua pós-graduação na Universidade Columbia, em 1967, sob a orientação de Norman Newell, foi imediatamente contratado pela Universidade Harvard, onde trabalhou até o fim de sua vida (1967–2002). Em 1973, Harvard o promoveu a professor de geologia e curador de paleontologia de invertebrados no Museum of Comparative Zoology da instituição.
Em 1982, Harvard concedeu-lhe o título de Professor Alexander Agassiz de Zoologia. Nesse mesmo ano, ele recebeu a Golden Plate Award da American Academy of Achievement. Em 1983, foi eleito para a American Association for the Advancement of Science (AAAS), onde mais tarde serviu como presidente (1999–2001). O comunicado da AAAS destacava suas “inúmeras contribuições tanto para o progresso científico quanto para a compreensão pública da ciência”. Ele também atuou como presidente da Paleontological Society (1985–1986) e da Society for the Study of Evolution (1990–1991).
Em 1989, Gould foi eleito para a Academia Nacional de Ciências dos Estados Unidos. Entre 1996 e 2002, foi Vincent Astor Visiting research professor de biologia na Universidade de Nova Iorque. Em 2001, a American Humanist Association o nomeou Humanista do Ano por sua obra ao longo da vida. Em 2008, ele foi agraciado postumamente com a Medalha Darwin–Wallace, junto com outros 12 recebedores. (Até 2008, essa medalha era entregue a cada 50 anos pela Sociedade Linneana de Londres.)

### Equilíbrio pontuado
Ver também

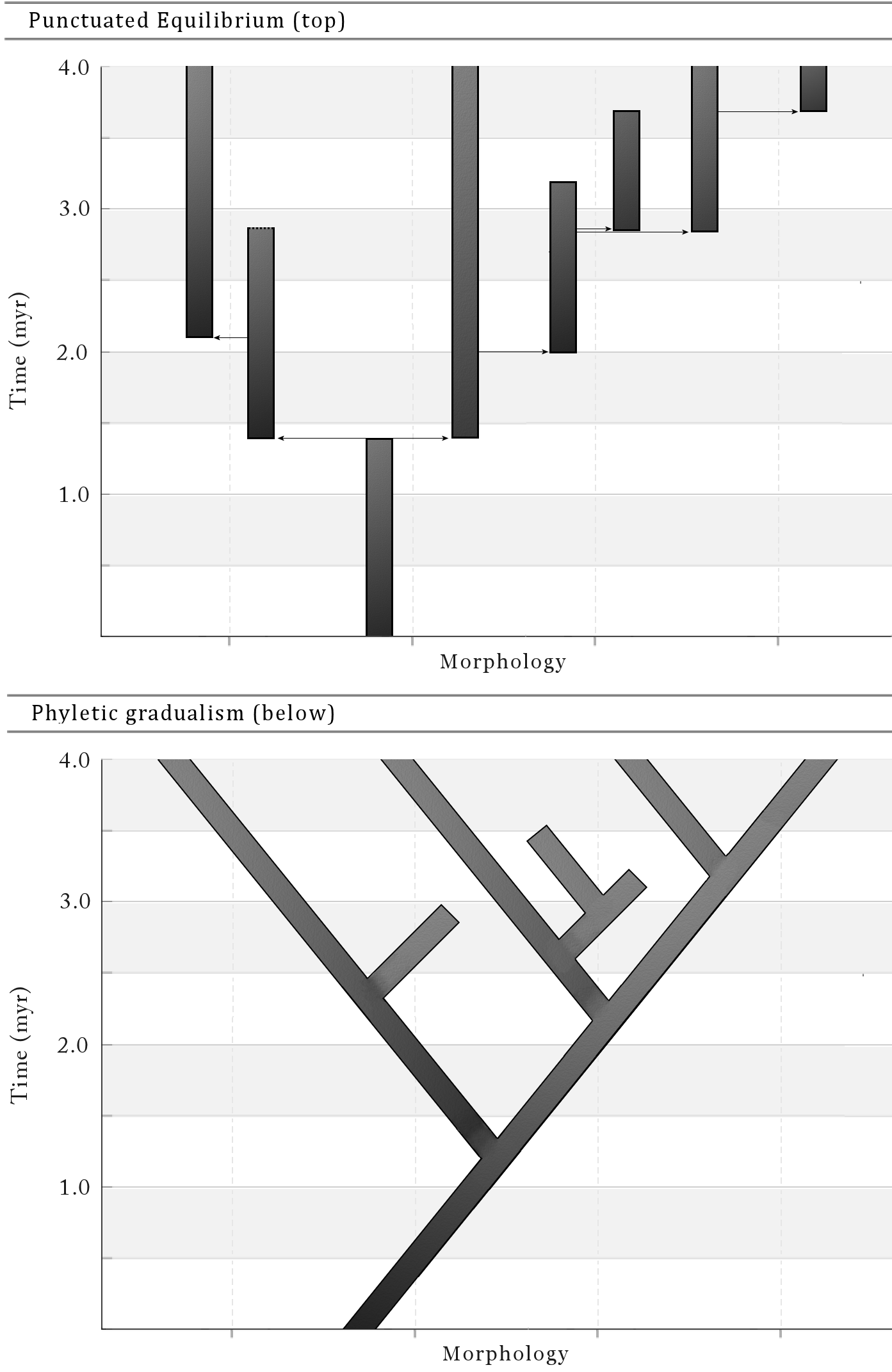
O modelo de equilíbrio pontuado (acima) consiste em estabilidade morfológica seguida por surtos episódicos de mudança evolutiva através de cladogênese rápida. É contrastado (abaixo) com o gradualismo filético, modelo mais gradual e contínuo de evolução.

No início de sua carreira, Gould e seu colega Niles Eldredge desenvolveram a teoria do equilíbrio pontuado, que descreve a taxa de especiação no registro fóssil ocorrendo de forma relativamente rápida, alternando com um período mais longo de estabilidade evolutiva. Foi Gould quem cunhou o termo “punctuated equilibria”, embora a teoria tenha sido originalmente apresentada por Eldredge em sua dissertação de doutorado sobre trilobitas do Devoniano, assim como em um artigo publicado no ano anterior sobre especiação alopátrica.
De acordo com Gould, o equilíbrio pontuado revisou um pilar-chave “na lógica central da teoria darwiniana”. Alguns biólogos evolutivos argumentaram que, embora o equilíbrio pontuado fosse “de grande interesse para a biologia em geral”, ele apenas modificava o neodarwinismo de modo totalmente compatível com o que já se sabia. Outros biólogos ressaltam a novidade teórica do equilíbrio pontuado, argumentando que a estase evolutiva havia sido “inesperada para a maioria dos biólogos evolucionistas” e teve “um grande impacto na paleontologia e na biologia evolutiva”.
Comparações foram feitas com o trabalho de George Gaylord Simpson em Tempo and Mode in Evolution (1941), no qual ele também apontou mudanças relativamente súbitas ao longo de linhagens evolutivas. Simpson descreve o registro paleontológico como caracterizado predominantemente por mudança gradual (que ele chamou de horotélia), embora também tenha documentado exemplos de evolução lenta (braditelia) e rápida (taquitelia). Equilíbrio pontuado e gradualismo filético não são mutuamente exclusivos (como o trabalho de Simpson demonstra), e exemplos de cada um foram documentados em diferentes linhagens. O debate entre esses dois modelos costuma ser mal compreendido por não cientistas e, segundo Richard Dawkins, foi exagerado pela mídia. Alguns críticos se referiram satiricamente à teoria do equilíbrio pontuado como “evolução por trancos” (“evolution by jerks”), o que levou Gould a descrever o gradualismo filético como “evolução por rastejamentos” (“evolution by creeps”).

### Biologia evolutiva do desenvolvimento
Ver também
Gould deu contribuições significativas à biologia evolutiva do desenvolvimento, sobretudo em seu trabalho Ontogeny and Phylogeny. Nesse livro, ele enfatizou o processo de heterocronia, que abrange dois processos distintos: neotenia e adições terminais. Neotenia é o processo em que a ontogenia é retardada e o organismo não atinge o final de seu desenvolvimento. Adições terminais são o processo pelo qual um organismo acrescenta ao seu desenvolvimento acelerando e encurtando estágios iniciais do processo de desenvolvimento. A influência de Gould no campo da biologia evolutiva do desenvolvimento continua a ser vista hoje em áreas como a evolução das penas.

### Selecionismo e sociobiologia
Gould foi um defensor dos limites biológicos (restrições internas às vias de desenvolvimento), além de outros fatores não selecionistas na evolução. Em vez de ver certas características superiores do cérebro humano como adaptações diretas, ele as considerava consequências não intencionais da seleção natural. Para descrever tais características cooptadas, cunhou o termo exaptação junto com a paleontóloga Elisabeth Vrba. Gould acreditava que essa característica da mentalidade humana minava um pressuposto essencial da sociobiologia humana e da psicologia evolucionista.

#### Contra 'Sociobiologia'
Em 1975, o colega de Harvard de Gould, E. O. Wilson, apresentou sua análise do comportamento animal (incluindo o humano) com base em um arcabouço sociobiológico que sugeria que muitos comportamentos sociais têm uma forte base evolutiva. Em resposta, Gould, Richard Lewontin e outros de Boston escreveram a carta aberta intitulada “Against 'Sociobiology'” para a The New York Review of Books. Essa carta criticou a noção de Wilson de uma “visão determinista da sociedade e da ação humana”.
Mas Gould não excluiu explicações sociobiológicas para muitos aspectos do comportamento animal e, mais tarde, escreveu: “Os sociobiólogos ampliaram seu leque de histórias seletivas ao invocar conceitos de aptidão inclusiva e seleção de parentesco para resolver (com sucesso, creio) o problema intrigante do altruísmo — anteriormente o maior obstáculo a uma teoria darwinista do comportamento social... Aqui a sociobiologia teve e continuará a ter sucesso. E aqui eu lhe desejo bem. Pois representa uma extensão do darwinismo básico para um campo onde ele deve ser aplicado.”

#### Espaços indefinidos e o paradigma panglossiano

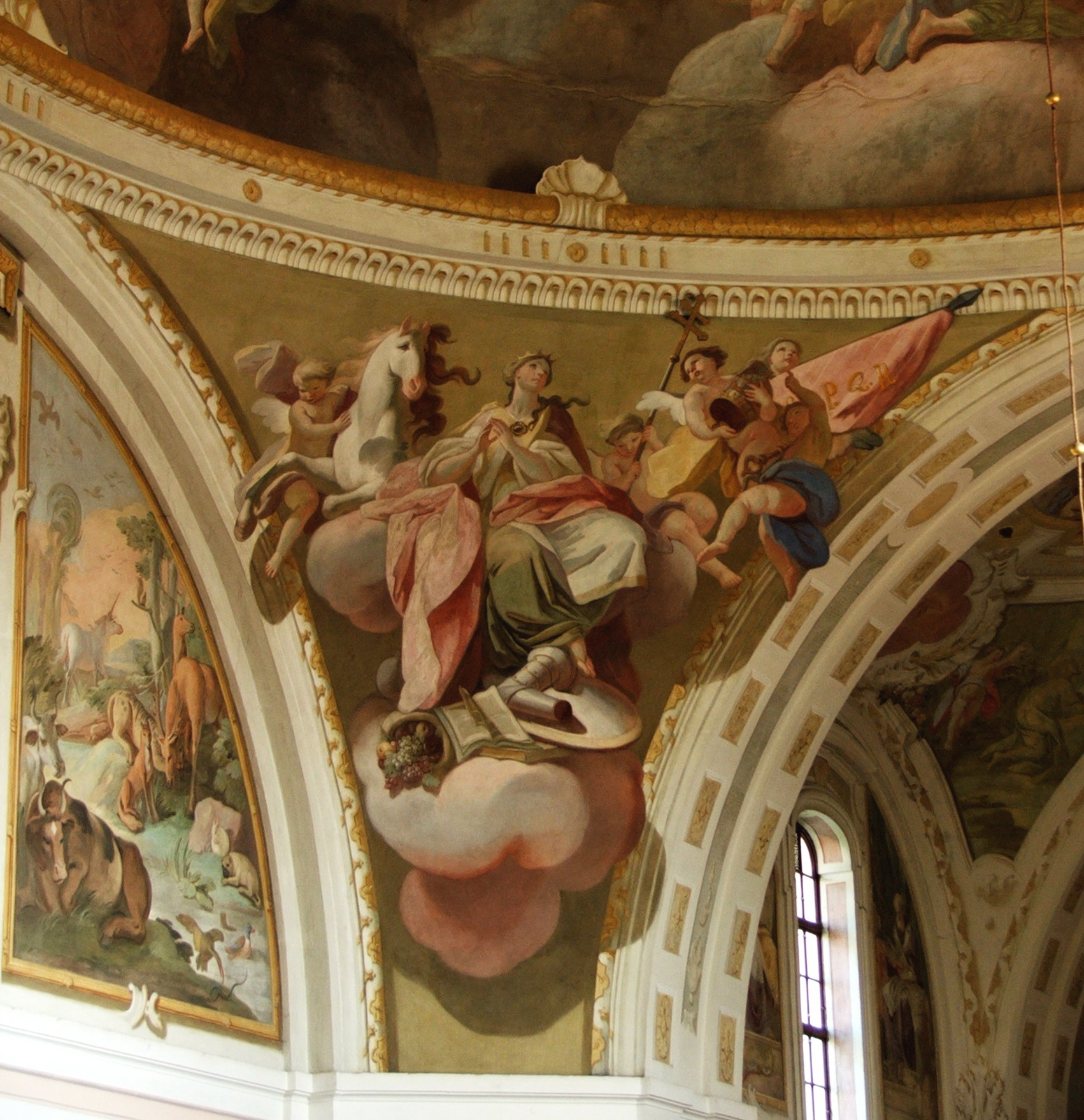
Um “spandrel” (pechina) na Igreja da Santíssima Trindade em Fulnek, Chéquia.

Com Richard Lewontin, Gould escreveu um influente artigo em 1979, “The Spandrels of San Marco and the Panglossian Paradigm”, que introduziu o termo arquitetônico “spandrel” na biologia evolutiva. Em arquitetura, um “spandrel” é um espaço triangular que aparece sobre o arco de uma construção. Spandrels — mais frequentemente chamados pendicílios ou pechinas nesse contexto — são particularmente encontrados na arquitetura clássica, especialmente em igrejas bizantinas e renascentistas.
Ao visitar Veneza em 1978, Gould notou que os “spandrels” da catedral de San Marco, embora muito belos, não eram espaços planejados pelo arquiteto, mas sim resultantes inevitáveis de montar uma cúpula sobre arcos redondos. Gould e Lewontin definiram “spandrels” no contexto da biologia evolutiva como qualquer característica biológica de um organismo que surja como uma consequência inevitável de outras características, não sendo diretamente selecionada pela seleção natural. Exemplos propostos incluem “genitálias masculinizadas em fêmeas de hienas, uso exaptado de um umbigo como câmara de incubação em caracóis, a corcova do ombro do alce irlandês e várias características-chave da mentalidade humana.”
Em Cândido, de Voltaire, o Dr. Pangloss é retratado como um erudito ingênuo que, apesar das evidências, insiste que “tudo é para o melhor neste melhor dos mundos possíveis”. Gould e Lewontin alegaram que é “panglossiano” biólogos evolucionistas verem todas as características como itens atomizados que foram selecionados naturalmente, criticando-os por não concederem espaço teórico a outras causas, como restrições filéticas e desenvolvimentais.

### Progresso evolutivo
Ver também
Gould defendia a ideia de que a evolução não tem nenhuma tendência inerente ao “progresso” em longo prazo. Abordagens pouco críticas frequentemente retratam a evolução como uma escada de progresso, levando a organismos cada vez maiores, mais rápidos e mais inteligentes, pressupondo que a evolução de alguma forma leva os organismos a se tornarem mais complexos e, no limite, parecidos com os humanos. Gould argumentou que o impulso da evolução não é em direção à complexidade, mas à biodiversidade. Como a vida é limitada por um início simples (como bactérias), qualquer diversidade resultante desse ponto de partida, por “caminhada aleatória”, apresentará distribuição enviesada e, portanto, parecerá se mover em direção a maior complexidade. Mas a vida, segundo Gould, também pode facilmente evoluir em direção à simplificação, como ocorre frequentemente com parasitas.
Ao revisar Full House, Richard Dawkins aprovou o argumento geral de Gould, mas sugeriu que ele via evidências de uma “tendência de linhagens a melhorarem cumulativamente sua adaptação ao modo de vida particular, aumentando o número de recursos que se combinam em complexos adaptativos... Por essa definição, a evolução adaptativa não é apenas incidentalmente progressiva, é profundamente, intrinsecamente progressiva”.

### Evolução cultural
Ver também
Os argumentos de Gould contra o progresso na biologia evolutiva não se estendem necessariamente a uma noção de progresso em geral ou a noções de evolução cultural. Em Full House, Gould compara duas noções de progresso. Enquanto o primeiro conceito — progresso evolutivo — é considerado inválido por várias razões biológicas, Gould admite que a evolução pode operar na evolução cultural humana por um mecanismo lamarckista. Gould prossegue argumentando que o desaparecimento da média de 0.400 de média de rebatidas no beisebol é paradoxalmente decorrente da entrada de jogadores melhores na liga, e não porque os jogadores tenham piorado ao longo do tempo. Em sua visão, esse processo provavelmente se reflete em vários fenômenos culturais, incluindo esportes, artes visuais e música — em que, ao contrário de sistemas biológicos, o reino das possibilidades estéticas é limitado por um “muro à direita” (um limite humano e de preferências estéticas). Gould afirma mais tarde que seus argumentos sobre evolução biológica não devem ser aplicados à mudança cultural, para não serem usados por algo como a “assim chamada ‘correção política’ como doutrina que celebra toda prática indígena e, portanto, não permite distinções, julgamentos ou análises”.

### Cladística
Gould nunca abraçou totalmente a cladística como método de investigação das linhagens e processos evolutivos, possivelmente preocupado que tais investigações levassem ao descuido dos detalhes na biologia histórica, que ele considerava fundamentais. No início da década de 1990, isso levou a um debate com Derek Briggs, que aplicava técnicas cladísticas quantitativas aos fósseis do Xisto de Burgess, sobre os métodos utilizados na interpretação desses fósseis. Mais ou menos nessa época, a cladística rapidamente se tornou o método dominante de classificação na biologia evolutiva. Computadores pessoais cada vez mais poderosos e acessíveis possibilitaram o processamento de grandes quantidades de dados sobre organismos e suas características. Paralelamente, o desenvolvimento de técnicas eficientes de reação em cadeia da polimerase permitiu aplicar métodos cladísticos a características bioquímicas e genéticas.

### Trabalho técnico com caracóis terrestres

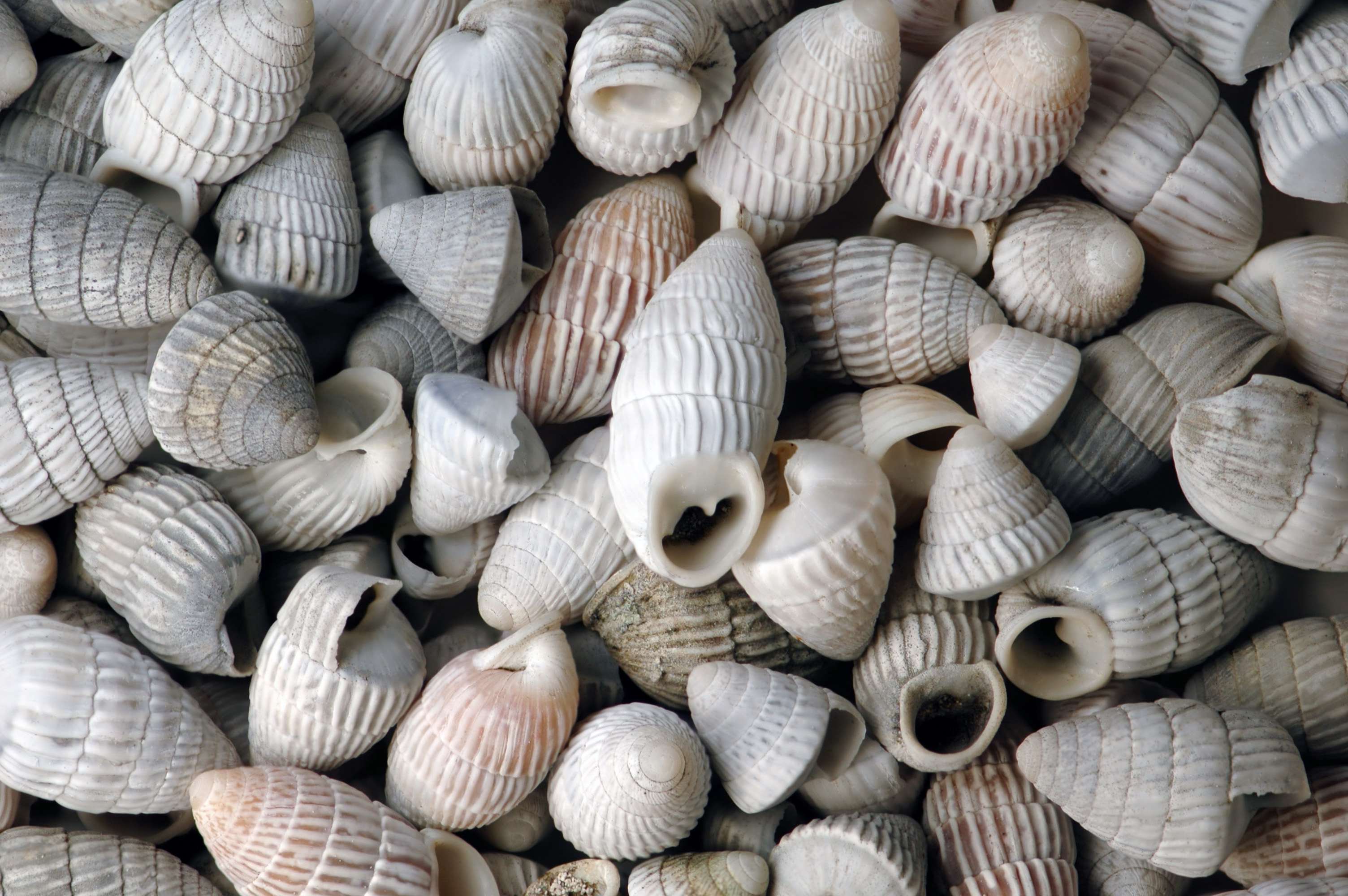
Conchas de Cerion encontradas na Ilha de San Salvador, Bahamas

A maior parte da pesquisa empírica de Gould envolveu caracóis terrestres. Ele concentrou seu trabalho inicial no gênero bermudense Poecilozonites, enquanto seus estudos posteriores focaram no gênero caribenho Cerion. Segundo Gould, “Cerion é o caracol terrestre de diversidade morfológica máxima em todo o mundo. Há 600 espécies descritas desse único gênero. De fato, elas não são espécies de verdade, pois todas se cruzam, mas os nomes existem para expressar um fenômeno real: essa incrível diversidade morfológica. Algumas são em formato de bola de golfe, outras em formato de lápis. … Meu principal interesse é a evolução da forma, e o problema de como se obtém tal diversidade com tão pouca diferença genética, pelo que podemos dizer, é muito interessante. E se conseguirmos resolver isso, aprenderemos algo geral sobre a evolução da forma.”
Dada a extensa diversidade geográfica de Cerion, Gould lamentou mais tarde que, se Cristóvão Colombo tivesse catalogado apenas um único Cerion, teria posto fim ao debate acadêmico sobre qual ilha Colombo teria pisado primeiro na América.

### Influência
Gould é um dos cientistas mais citados no campo da teoria evolutiva. Seu artigo de 1979 sobre “spandrels” foi citado mais de 5.000 vezes. Em Paleobiology — o principal periódico de sua especialidade — apenas Charles Darwin e George Gaylord Simpson foram mais citados. Gould também era um historiador da ciência bastante respeitado. O historiador Ronald Numbers foi citado dizendo: “Não posso dizer muito sobre as forças de Gould como cientista, mas considero-o há muito tempo o segundo historiador da ciência mais influente (depois de Thomas Kuhn)”. A disciplina de graduação de Gould, Science B-16: History of the Earth and Life, era ministrada em um anfiteatro do Harvard Science Center com capacidade para 250 lugares. A procura excedia as vagas a ponto de haver loteria anual para decidir quais alunos poderiam se inscrever. Se um estudante fosse recusado três vezes, na quarta tentativa de sorteio ele recebia vaga garantida.

### A Estrutura da Teoria Evolutiva
Pouco antes de sua morte, Gould publicou The Structure of Evolutionary Theory (2002), um extenso tratado recapitulando sua versão da teoria evolutiva moderna. Em uma entrevista para a série de TV holandesa Of Beauty and Consolation, Gould observou: “Em alguns anos, poderei reunir em um único volume minha visão de como a evolução funciona. Isso representa para mim um grande consolo, pois é a junção de toda uma vida de reflexões em uma única fonte. Esse livro nunca será particularmente lido em larga escala. Será longo demais, voltado para apenas uns poucos milhares de profissionais — bem diferente dos meus textos de divulgação científica —, mas me consola mais, pois é a chance de reunir em um lugar um modo de pensar sobre a evolução que venho construindo a vida toda.”

### Como figura pública
Gould tornou-se amplamente conhecido por seus ensaios populares sobre evolução na revista Natural History. Seus ensaios foram publicados em uma série intitulada This View of Life (uma expressão do parágrafo final de Charles Darwin em A Origem das Espécies), de janeiro de 1974 a janeiro de 2001, totalizando 300 ensaios ininterruptos. Muitos de seus ensaios foram republicados em volumes colecionados que se tornaram best-sellers, como Ever Since Darwin, The Panda's Thumb, Hen's Teeth and Horse's Toes e The Flamingo's Smile.
Defensor apaixonado da teoria evolutiva, Gould escreveu intensamente sobre o assunto, tentando comunicar seu entendimento da biologia evolutiva contemporânea a um público mais amplo. Um tema recorrente em seus escritos é a história e o desenvolvimento do pensamento pré-evolutivo e evolutivo. Ele também era um entusiasta do beisebol e sabermétrico (analista de estatísticas de beisebol), frequentemente mencionando o esporte em seus ensaios. Muitos de seus ensaios sobre beisebol foram reunidos em seu livro póstumo Triumph and Tragedy in Mudville (2003).
Embora se autodenominasse darwinista, Gould enfatizava menos o gradualismo e o reducionismo que a maior parte dos neodarwinistas. Ele se opôs veementemente a muitos aspectos da sociobiologia e de sua herdeira intelectual, a psicologia evolucionista. Dedicou bastante tempo combatendo o criacionismo, a ciência da criação e o design inteligente. Notavelmente, Gould prestou depoimento contra a lei de igualdade de tempo para o criacionismo em McLean v. Arkansas. Mais tarde, desenvolveu o termo “magistérios não-sobrepostos” (NOMA) para descrever como, em sua visão, ciência e religião não deveriam comentar sobre o domínio uma da outra. Gould elaborou essa ideia em detalhes, especialmente nos livros Rocks of Ages (1999) e The Hedgehog, the Fox, and the Magister's Pox (2003). Em um ensaio de 1982 para a revista Natural History, Gould escreveu:

Our failure to discern a universal good does not record any lack of insight or ingenuity, but merely demonstrates that nature contains no moral messages framed in human terms. Morality is a subject for philosophers, theologians, students of the humanities, indeed for all thinking people. The answers will not be read passively from nature; they do not, and cannot, arise from the data of science. The factual state of the world does not teach us how we, with our powers for good and evil, should alter or preserve it in the most ethical manner.
Gould também se manifestou contra o uso indevido de seu trabalho e teoria pelos criacionistas, principalmente sobre como sua teoria do equilíbrio pontuado se relaciona à presença de fósseis ou formas transicionais:

It is infuriating to be quoted again and again by creationists—whether through design or stupidity, I do not know—as admitting that the fossil record includes no transitional forms. Transitional forms are generally lacking at the species level but are abundant between larger groups. The evolution from reptiles to mammals . . . is well documented.
Um abaixo-assinado anti-evolução redigido pelo Discovery Institute inspirou o National Center for Science Education a criar um contraponto pró-evolução chamado “Project Steve”, em homenagem a Gould. Em 2011, o conselho executivo do Committee for Skeptical Inquiry (CSI) incluiu Gould no “Panteão dos Céticos”, criado para homenagear falecidos fellows do CSI e suas contribuições ao ceticismo científico.
Gould também se tornou um notável porta-voz da ciência, aparecendo com frequência na TV. Em 1984, Gould teve seu próprio especial no NOVA, da PBS. Outras aparições incluem entrevistas nos programas Crossfire e Talkback Live da CNN, The Today Show da NBC e participações regulares no Charlie Rose da PBS. Ele também foi convidado em todos os sete episódios da série holandesa A Glorious Accident, na qual apareceu ao lado de seu grande amigo Oliver Sacks.
Gould apareceu com destaque como convidado no documentário Baseball, de Ken Burns, transmitido pela PBS, assim como na série Evolution também da PBS. Gould também fez parte do Conselho Consultivo do influente programa infantil 3-2-1 Contact, da Children's Television Workshop, onde foi convidado com frequência.
Desde 2013, Gould é listado como membro do Conselho Consultivo do National Center for Science Education.
Em 1997, ele dublou uma versão animada de si mesmo na série de TV Os Simpsons. No episódio “Lisa the Skeptic”, Lisa encontra um esqueleto que muitos acreditam ser um anjo apocalíptico. Lisa contata Gould e pede que ele teste o DNA do esqueleto, que se revela um golpe publicitário para promover um novo shopping. Durante a produção, a única fala que Gould desaprovou foi uma linha no roteiro que o apresentava como o “mais brilhante paleontólogo do mundo”. Em 2002, o programa homenageou Gould após sua morte, dedicando a ele o final da 13ª temporada. Gould faleceu dois dias antes da exibição do episódio.

## As “Guerras Darwinistas”
Gould recebeu muitos elogios por seu trabalho acadêmico e por suas exposições de história natural ao público, mas muitos biólogos consideraram que suas apresentações públicas estavam em desacordo com o pensamento evolucionista dominante. Os debates públicos entre apoiadores e detratores de Gould foram tão intensos que receberam o apelido de “As Guerras Darwinistas” por vários comentaristas.
John Maynard Smith, renomado biólogo evolutivo britânico, esteve entre os críticos mais contundentes de Gould. Maynard Smith considerava que Gould subestimava o papel vital da adaptação na biologia e criticou sua aceitação da seleção de espécies como componente importante da evolução biológica. Em uma resenha do livro Darwin's Dangerous Idea, de Daniel Dennett, Maynard Smith escreveu que Gould “está fornecendo aos não biólogos uma imagem amplamente falsa do estado atual da teoria evolutiva”. Ainda assim, Maynard Smith não foi sempre negativo, escrevendo em uma resenha de The Panda's Thumb que “Stephen Gould é o melhor escritor de divulgação científica em atividade... Muitas vezes ele me enfurece, mas espero que continue escrevendo ensaios como estes.” Maynard Smith também estava entre aqueles que apoiaram a revalorização da paleontologia evolutiva promovida por Gould.
Uma das razões para a crítica é que Gould parecia apresentar suas ideias como uma forma revolucionária de entender a evolução, argumentando pela importância de mecanismos além da seleção natural, mecanismos que, segundo ele, teriam sido ignorados por muitos evolucionistas profissionais. Como resultado, alguns não especialistas, às vezes, deduziam de seus escritos iniciais que explicações darwinistas teriam sido desbancadas como não científicas (o que Gould nunca tentou implicar). Junto com vários outros pesquisadores da área, as obras de Gould foram ocasionalmente tiradas de contexto por criacionistas como “prova” de que os cientistas já não entendem mais como os organismos evoluíram. Gould corrigiu algumas dessas interpretações equivocadas e distorções de seus escritos em trabalhos posteriores.
Os conflitos entre Richard Dawkins e Gould foram popularizados pelo filósofo Kim Sterelny em seu livro de 2001, Dawkins vs. Gould. Sterelny documenta os desacordos sobre questões teóricas, incluindo a proeminência da seleção genética na evolução. Dawkins argumenta que a seleção natural é melhor compreendida como competição entre genes (ou replicadores), enquanto Gould defendia a seleção em múltiplos níveis, que inclui seleção entre genes, sequências de ácidos nucleicos, linhagem celular, organismos, demes, espécies e clados.
Dawkins acusou Gould de minimizar deliberadamente as diferenças entre um gradualismo rápido e a macromutação ao descrever o equilíbrio pontuado. Ele também dedicou capítulos inteiros para criticar a visão de Gould sobre a evolução em seus livros The Blind Watchmaker e Unweaving the Rainbow, assim como Daniel Dennett fez em seu livro Darwin's Dangerous Idea (1995). Outros biólogos contemporâneos a Gould foram mais longe, como Robert Trivers, que classificou parte do trabalho de Gould como “fraude intelectual”.

### Fauna cambriana
No livro Wonderful Life (1989), Gould descreveu de modo marcante a fauna do Cambriano encontrada no Xisto de Burgess, enfatizando seus projetos anatômicos bizarros, seu aparecimento repentino e o papel do acaso na determinação de quais membros sobreviveriam. Ele usou a fauna do Cambriano como exemplo do papel da contingência na definição do padrão mais amplo da evolução.
Sua visão sobre a contingência foi criticada por Simon Conway Morris em seu livro de 1998, The Crucible of Creation. Conway Morris destacou os membros da fauna cambriana que se assemelham a táxons modernos. Ele também argumentou que a evolução convergente tende a produzir “semelhanças de organização” e que as formas de vida são restritas e canalizadas. Em seu livro Life’s Solution (2003), Conway Morris sustentou que o aparecimento de animais semelhantes a humanos também seria provável. O paleontólogo Richard Fortey observou que antes do lançamento de Wonderful Life, Conway Morris tinha uma tese semelhante à de Gould, mas depois do livro, Conway Morris revisou sua interpretação e adotou uma posição mais determinista sobre a história da vida.
Os paleontólogos Derek Briggs e Richard Fortey argumentaram também que grande parte da fauna cambriana pode ser vista como grupo tronco de táxons vivos, embora isso ainda seja objeto de intensa pesquisa e debate, e o relacionamento de muitos táxons cambrianos com filos modernos não esteja estabelecido para muitos paleontólogos.
Richard Dawkins discorda da visão de que novos filos surgiram repentinamente no Cambriano, alegando que, para surgir um novo filo, “o que de fato teria de acontecer na prática seria o nascimento de uma criança que, de repente, do nada, fosse tão diferente dos pais quanto um caracol é de uma minhoca. Nenhum zoologista que reflita sobre as implicações, nem mesmo o saltacionista mais convicto, jamais defendeu tal noção”. Em The Structure of Evolutionary Theory, Gould enfatiza a diferença entre cisão filética e grandes transições anatômicas, observando que os dois eventos podem estar separados por milhões de anos. Gould argumenta que nenhum paleontólogo considera a explosão cambriana “como um evento genealógico — isto é, como o momento real de cisão inicial”, mas sim que ela “marca uma transição anatômica nos fenótipos aparentes dos organismos bilaterais”.

### Oposição à sociobiologia e à psicologia evolucionista
Gould também teve uma longa contenda pública com E. O. Wilson e outros biólogos evolucionistas sobre sociobiologia humana e psicologia evolucionista, ambas as quais Gould e Lewontin rejeitavam, mas que eram defendidas por Richard Dawkins, Daniel Dennett e Steven Pinker. Esses debates atingiram o auge na década de 1970, com forte oposição de grupos como o Sociobiology Study Group e Science for the People. Pinker acusou Gould, Lewontin e outros oponentes da psicologia evolucionista de serem “cientistas radicais”, cujas posições sobre a natureza humana seriam influenciadas pela política mais do que pela ciência. Gould afirmou que não fazia “nenhuma atribuição de motivo no caso de Wilson ou de qualquer outra pessoa”, mas alertava que todos os seres humanos são influenciados, sobretudo de modo inconsciente, por nossas expectativas e vieses pessoais. Ele escreveu:

I grew up in a family with a tradition of participation in campaigns for justiça social, and I was active, as a student, in the civil rights movement at a time of great excitement and success in the early 1960s. Scholars are often wary of citing such commitments. … [but] it is dangerous for a scholar even to imagine that he might attain complete neutrality, for then one stops being vigilant about personal preferences and their influences—and then one truly falls victim to the dictates of prejudice. Objectivity must be operationally defined as fair treatment of data, not absence of preference.
A principal crítica de Gould sustentava que as explicações sociobiológicas humanas careciam de evidências concretas e que comportamentos adaptativos são frequentemente presumidos como sendo genéticos apenas por sua suposta universalidade ou natureza adaptativa. Gould enfatizou que comportamentos adaptativos também podem ser transmitidos pela cultura, e ambas as hipóteses são igualmente plausíveis. Gould não negava a relevância da biologia para a natureza humana, mas reinterpretava o debate como “potencialidade biológica vs. determinismo biológico”. Gould afirmava que o cérebro humano permite uma ampla gama de comportamentos. Sua flexibilidade “nos permite ser agressivos ou pacíficos, dominantes ou submissos, rancorosos ou generosos... Violência, sexismo e crueldade geral ‘são’ biológicos, pois representam um subconjunto do leque possível de comportamentos. Mas a paz, a igualdade e a bondade também são igualmente biológicas — e podemos ver sua influência aumentar se criarmos estruturas sociais que as permitam florescer”.

### A Falsa Medida do Homem(1981)
Gould foi autor de The Mismeasure of Man (1981), um estudo e análise sobre psicometria e testes de inteligência, gerando talvez a maior controvérsia de todos os seus livros e recebendo tanto elogios amplos quanto duras críticas. Gould investigou os métodos da craniometria do século XIX, bem como a história dos testes psicológicos de QI. Gould escreveu que ambas as teorias se desenvolveram a partir de uma crença infundada no determinismo biológico, a visão de que “diferenças sociais e econômicas entre grupos humanos — principalmente raças, classes e gêneros — decorrem de distinções inatas e hereditárias e que a sociedade, nesse sentido, é um reflexo exato da biologia”. O livro foi relançado em 1996 com uma nova introdução e um exame crítico de The Bell Curve.
Em 2011, um estudo conduzido por seis antropólogos criticou a alegação de Gould de que Samuel George Morton manipulou inconscientemente suas medições cranianas, argumentando que a análise de Gould sobre Morton foi influenciada por sua oposição ao racismo. O artigo do grupo foi analisado em um editorial da revista Nature, que apontou que seus autores poderiam ter sido influenciados por seus próprios interesses, recomendando cautela; afirmou ainda que “a crítica deixa a maior parte do trabalho de Gould incólume” e observou que “como eles não puderam medir todos os crânios, não sabem se as capacidades cranianas médias que Morton relatou representam com precisão sua amostra.” A revista enfatizou que a oposição de Gould ao racismo pode ter enviesado sua interpretação dos dados de Morton, mas também destacou que “Lewis e seus colegas têm suas próprias motivações. Vários do grupo têm ligação com a Universidade da Pensilvânia, para a qual Morton doou sua coleção de crânios, e têm interesse em ver a valiosa, mas pouco estudada, coleção de crânios livre do estigma de parcialidade” e não aceitavam a teoria de Gould de “que o método científico é inevitavelmente contaminado pelo viés”.
Em 2014, o artigo do grupo foi revisado criticamente na revista Evolution & Development pelo professor de filosofia da Universidade da Pensilvânia Michael Weisberg, que se mostrou em parte favorável às denúncias originais de Gould, concluindo que “há evidência prima facie de viés racial nas medições de Morton”. Weisberg conclui que, embora Gould tenha cometido alguns erros e exagerado em alguns pontos, o trabalho de Morton “permanece como exemplo de alerta contra o viés racial na ciência das diferenças humanas”. Em 2015, os biólogos e filósofos Jonathan Kaplan, Massimo Pigliucci e Joshua Banta publicaram um artigo argumentando que não era possível tirar conclusões significativas a partir dos dados de Morton. Eles concordaram com Gould e discordaram do estudo de 2011, na medida em que o trabalho de Morton era profundamente falho, mas também concordaram com o estudo de 2011 no sentido de que a análise de Gould não era, em muitos aspectos, melhor do que a de Morton. O doutorando em antropologia da Universidade da Pensilvânia, Paul Wolff Mitchell, publicou uma análise dos dados originais e não publicados de Morton, que nem Gould nem comentadores posteriores haviam abordado diretamente. Mitchell concluiu que a alegação específica de Gould sobre viés inconsciente de Morton nas medições não é sustentada, mas que era verdade, conforme Gould tinha afirmado, que os vieses raciais de Morton influenciaram a forma como ele relatava e interpretava suas medições, argumentando que as interpretações de Morton eram arbitrárias e tendenciosas.

## Magistérios não-sobrepostos
Em seu livro Rocks of Ages (1999), Gould apresentou o que descreveu como “uma solução abençoada e totalmente convencional para... o suposto conflito entre ciência e religião.” Ele define o termo “magistério” como “um domínio em que uma forma de ensino possui as ferramentas apropriadas para o discurso e a resolução significativos.” O princípio dos magistérios não-sobrepostos (NOMA) divide assim o magistério da ciência, que abrange “o reino empírico: do que o Universo é feito (fato) e por que funciona dessa forma (teoria)”. O magistério da religião se estende sobre questões de significado último e valor moral. Esses dois magistérios não se sobrepõem, nem abarcam toda a investigação.” Ele sugere que “NOMA conta com forte e totalmente explícito apoio, mesmo de estereótipos culturais de tradicionalismo extremo” e que NOMA é “uma posição sólida de consenso geral, estabelecida após longa luta entre pessoas de boa vontade em ambos os magistérios.”
Essa posição não ficou isenta de críticas, porém. Em seu livro The God Delusion, Richard Dawkins argumenta que a divisão entre religião e ciência não é tão simples quanto Gould sugere, pois poucas religiões existem sem alegar a existência de milagres, que “por definição violam os princípios da ciência.” Dawkins também se opõe à ideia de que a religião tenha algo significativo a dizer sobre ética e valores, e portanto não teria autoridade para reivindicar um magistério próprio. Ele prossegue afirmando que acredita que Gould está “se curvando exageradamente para ser gentil com um oponente indigno, mas poderoso”. Da mesma forma, o filósofo Paul Kurtz argumenta que Gould estava equivocado ao postular que a ciência nada teria a dizer sobre questões de ética. De fato, Kurtz afirma que a ciência é um método muito melhor do que a religião para determinar princípios morais.

## Publicações

### Artigos
As publicações de Gould são inúmeras. Uma análise de seus textos, de 1965 a 2000, apontou 479 artigos revisados por pares, 22 livros, 300 ensaios, e 101 “grandes” resenhas de livros.

### Livros
A seguir, uma lista de livros escritos ou organizados por Stephen Jay Gould, incluindo os publicados após sua morte em 2002. Embora alguns tenham sido republicados em datas posteriores, por diversas editoras, abaixo constam a editora e o ano de publicação originais.
| - 1977. Ontogeny and Phylogeny, ISBN 978-0-674-63940-9, Cambridge MA: Belknap Press of Harvard University Press, 1977 - 1977. Ever Since Darwin, ISBN 978-0-393-06425-4, New York: W. W. Norton, 1977 - 1980. The Panda's Thumb, ISBN 978-0-393-01380-1, New York: W. W. Norton, 1980 - 1980. Gould, Stephen Jay (dezembro 1980). The Evolution of Gryphaea. New York: Arno Press. ISBN 978-0-405-12751-9 - 1981. The Mismeasure of Man, ISBN 978-0-393-31425-0, New York: W. W. Norton, 1996 - 1983. Hen's Teeth and Horse's Toes, ISBN 978-0-393-01716-8, New York: W. W. Norton, 1983 - 1985. The Flamingo's Smile, ISBN 978-0-393-02228-5, New York: W. W. Norton, 1985 - 1987. Time's Arrow, Time's Cycle, ISBN 978-0-674-89198-2, Cambridge MA: Harvard Univ. Press, 1987 - 1987. An Urchin in the Storm: Essays about Books and Ideas, ISBN 978-0-393-02492-0, New York: W. W. Norton, 1987 - 1987. (com Rosamond Wolff Purcell) Illuminations: A Bestiary, ISBN 978-0-393-30436-7, New York: W. W. Norton, 10 de janeiro de 1987 - 1989. Wonderful Life: The Burgess Shale and the Nature of History, ISBN 978-0-393-02705-1, New York: W. W. Norton, 1989, Bibcode:1989wlbs.book.....G. 347 pp. - 1991. Bully for Brontosaurus, ISBN 978-0-393-02961-1, New York: W. W. Norton, 1991. 540 pp. - 1992. (com Rosamond Wolff Purcell) Finders, Keepers: Eight Collectors, ISBN 978-0-393-03054-9, New York: W. W. Norton, 1992 - 1993. Eight Little Piggies, ISBN 978-0-393-03416-5, New York: W. W. Norton, 1993 - 1993. The Book of Life. Prefácio, pp. 6–21. New York: W. W. Norton (S. J. Gould editor geral, 10 colaboradores). ISBN 0-393-05003-3 | - 1995. Dinosaur in a Haystack, ISBN 978-0-517-70393-9, New York: Harmony Books, 1995 - 1996. Full House: The Spread of Excellence From Plato to Darwin, ISBN 978-0-517-70394-6, New York: Harmony Books, 1996, Bibcode:1996fhse.book.....G - 1997. Questioning the Millennium: A Rationalist's Guide to a Precisely Arbitrary Countdown, ISBN 978-0-609-60541-7, New York: Harmony Books, 1999 - 1998. Leonardo's Mountain of Clams and the Diet of Worms, ISBN 978-0-609-60141-9, New York: Harmony Books, 1998 - 1999. Rocks of Ages: Science and Religion in the Fullness of Life, ISBN 978-0-345-43009-0, New York: Ballantine Books, 1 de janeiro de 1999 - 2000. The Lying Stones of Marrakech, ISBN 978-0-609-60142-6, New York: Harmony Books, 2000 - 2000. Crossing Over: Where Art and Science Meet, ISBN 978-0-609-80586-2, New York: Three Rivers Press, 2000 - 2002. The Structure of Evolutionary Theory, ISBN 978-0-674-00613-3, Cambridge MA: Belknap Press of Harvard University Press, 21 de março de 2002 - 2002. I Have Landed: The End of a Beginning in Natural History, ISBN 978-0-609-60143-3, New York: Harmony Books, 2002 - 2003. Triumph and Tragedy in Mudville: A Lifelong Passion for Baseball, ISBN 978-0-393-05755-3, New York: W. W. Norton, 2003 - 2003. The Hedgehog, the Fox, and the Magister's Pox, ISBN 978-0-609-60140-2, New York: Harmony Books, 2003 - 2006. The Richness of Life: the Essential Stephen Jay Gould, ISBN 978-0-09-948867-5, London: Jonathan Cape, 2007 - 2007. Punctuated Equilibrium, ISBN 978-0-674-02444-1, Cambridge MA: Belknap Press of Harvard University Press, 2007 |